# Oostburgsche Brug
Oostburgsche Brug is een buurtschap tussen Oostburg en Zuidzande in de gemeente Sluis, in de Nederlandse provincie Zeeland. Ze behoorde tot de voormalige gemeente Zuidzande. De buurtschap, in de regio Zeeuws-Vlaanderen, bevindt zich aan de Bruggendijk en de Oostburgsestraat.
Sedert de inundatie van 1583 lag hier een water dat in verbinding stond met het Zwin via het Coxysche Gat en met de Westerschelde via het Zwarte Gat. Ook was er een geul naar Oostburg die als haven diende en de Oude Haven werd genoemd. In 1602 werd het Zwarte Gat afgedamd.
Ten zuidoosten van Oostburgsche Brug lag de Hans Vriezeschans, een onderdeel van de Linie van Oostburg, die in 1673 werd gesloopt.
Omstreeks 1650 werd hier een schutsluis gebouwd ten behoeve van het scheepvaartverkeer.
In 1679 werd de Oude Haven bij Oostburgsche Brug afgedamd. De sluis bij Oostburgsche Brug werd in 1691 gesloopt.
Tussen het Eiland van Cadzand, waarop ook Zuidzande lag, en de Hans Vriezeschans werd een veerdienst ingesteld. In 1611 werd toestemming verleend om een brug te bouwen, waaraan de naam van de buurtschap is ontleend. De brug raakte al spoedig in verval en werd in 1656 weer door een veerdienst vervangen. Die heeft gefunctioneerd tot 1799, toen de Cranepolder droog kwam te liggen en het veer overbodig werd.
Steden: Aardenburg · IJzendijke · Oostburg · Sint Anna ter Muiden · Sluis

Dorpen: Breskens · Cadzand · Eede · Groede · Hoofdplaat · Nieuwvliet · Retranchement · Schoondijke · Sint Kruis · Waterlandkerkje · Zuidzande

Buurtschappen: Akkerput · Bakkersdam · Balhofstede · Biezen · Boerenhol · Braamhul · De Brabander · De Bracke · Cadzand-Bad · Cathelijneschans/Schans · Dam · De Dam · Draaibrug · Halve Maantje · Hans Vriezeschans · Het Eiland · Goedleven · Groeneboomgaard · Grootendam/De Hoogedam · Heille · Hoogendijk · Hoogeweg · Kapitalendam · Ketelaarstraat · Klakbaan · Klein-Brabant · Konijnenberg · Koninginnehaven · Kruisdijk · Kruishoofd · Maagdenberg · Maagd van Gent (deels) · Maaidijk · Marollenput · Moershoofde (deels) · Moleke (deels) · Molentje · Mollekot (deels) · De Munte · Nieuwesluis · Nieuwland · Nieuwvliet-Bad · Nolle · Nummer Een · Oostburgsche Brug · Oosthoek (deels) · Oudeland · Oudemenne · De Pas · Plankenpoortje · Plakkebord · De Platluis · Polderstraat/Steenoven · 't Poldertje · Ponte · Ponte-Avancé · Pyramide · Rijksweg · Ronduit · Roodenhoek · Sasput · Scherpbier · Sint Pieter · Slepershaven/Slapershaven · Slijkplaat · Slikkenburg · Sluissche Veer · Smedekensbrugge · Spitsbroek · Steenhoven · Steenoven · Stenen Heule · Stroopuit · Terhofstede · Ter-Moere · Tol (Schoondijke) · Tol (Waterlandkerkje) · De Tol · Tragel · Turkeye · Valeiskreek · Veldzicht · Veldzicht (deels) · De Verkorting · Verklikker · Vuilpan · Wafeldorp · Waterhoek · Waterloo · Zandertje · Het Zwindorp

Historische plaatsen: De Keizer · Oude Stad (Aardenburg) · Pannenhuis · Potjes

Zeeland: Steden en dorpen in Zeeland      Nederland: Provincies · Gemeenten